# Прецлава
Прецлава (на словенски: Preclava) е село в Словения, Подравски регион, община Ормож. Според Националната статистическа служба на Република Словения през 2015 г. селото има 40 жители.